# Les Très Riches Heures du Duc de Berry

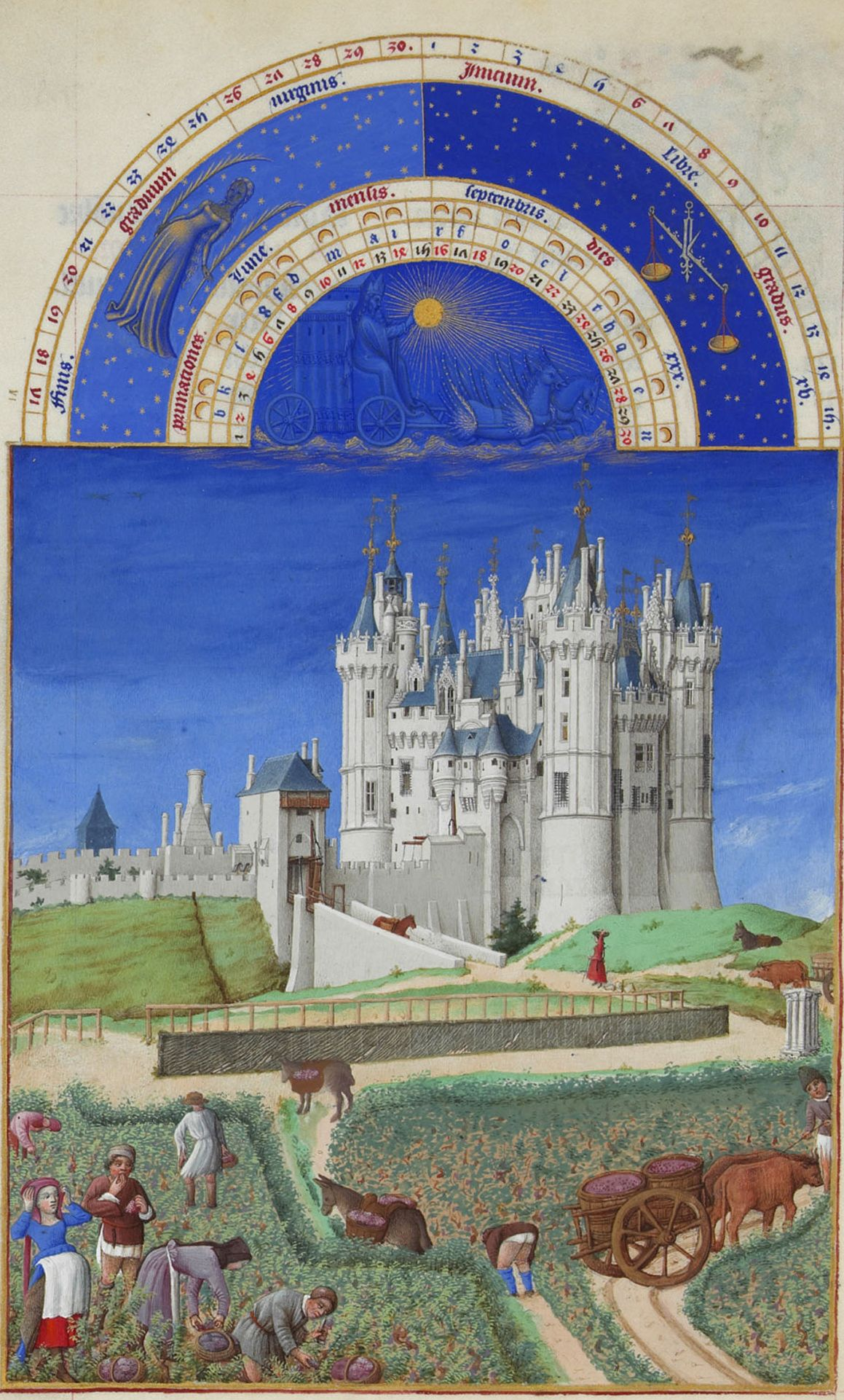
Les Très Riches Heures du Duc de Berry – Månaden september.

Les Très Riches Heures du Duc de Berry, emellanåt benämnd Très Riches Heures (på svenska Hertigens av Berry mycket rika timmar), är en illuminerad tidebok utförd av bröderna Limbourg 1412–1416 för hertigen Jean de Berry.
Tideboken inleds med tolv kalendersidor, en för varje månad, vardera med en lämplig scen. Kalendersidan September visar vinskörden framför hertigens slott i Saumur.